# Joseph R. Gannascoli
Joseph R. Gannascoli (Brooklyn, New York, 15. veljače 1959.) američki je glumac, najpoznatiji po ulozi Vita Spataforea iz televizijske serije Obitelj Soprano.

## Vanjske poveznice
- Službena stranica
- Joseph R. Gannascoli u internetskoj bazi filmova IMDb-u (engl.)